# Авшар
Авшар (тур. Avşar) је насељено место у округу Полатли у вилајету Анкара, Турска. Према попису из 2020. било је 39 становника.
Авшар настањују Бошњаци, чији су се преци доселили 1925. године из Колашина у Црној Гори.